# Предраг Милинковић (новинар)
Предраг Милинковић (Београд, 11. децембар 1969) српски је спортски новинар, дугогодишњи члан Спортске редакције Радио-телевизије Србије, коментатор и уредник. Од 2017. године је генерални секретар Асоцијације спортских новинара Европе (AIPS Европе).
Предавао је на многим семинарима за младе репортере у Москви, на Малти, у Атини, Бакуу, Анкари као и у Србији. 
Био је председник Удружења спортских новинара Србије у периоду од 2015. до 2018. године.

## Биографија
Рођен је 11. децембра 1969. године у Београду. Похађао је ОШ „Стеван Сремац” и ОШ „Франце Прешерн”, затим Пету економску школу и Дванаесту београдску гимназију. Први степен високог образовања стекао је на Правном факултету Универзитета у Београду.
Завршио је „Би-Би-Си” обуку за новинара 2000. године, за камеру и монтажу 2009. године, за снимање и монтажу мобилним телефоном 2016. године.

## Новинарски рад
Новинар „Спортског журнала” био је од 1991. до 1995. године. Искуство је на почетку стицао уз новинарске легенде Зорана Петровића, Дејана Стевовића, Горана Богојевића, Момчила Дабића, а касније су му у развоју помагали Срђан Kнежевић, Јован Мемедовић и Ђорђе Ђенић. Писао је за часописе „Темпо”, „Спорт коефицијент”, „Турбо”, „Спорт ауто”, „Top speed”, „Мотор спорт”, „Kарате ринг”, „Франкфуртске Вести”, аустралијску „Дугу”, „НИН”...
Телевизијску каријеру започео је 1995. године на ТВ Политика. У Спортску редакцију РТС прешао је 1. маја 1996. године, где и данас ради као репортер, презентер, водитељ, коментатор и уредник емисија. У периоду од 2008. до 2010. године паралелно је уређивао спортске стране на званичном сајту РТС-а.
Истакао се као коментатор одбојкашких утакмица и Дакар релија. Био је уредник 150 емисија „Олимпијски кругови” која се емитује на РТС-у од 2008. године.
Извештавао је са Олимпијских игара у Атини 2004, Пекингу 2008, Лондону 2012 и Рио де Жанеиру 2016, са Светских првенстава у фудбалу (Немачка 2006. и Јужна Африка 2010), са 11 шампионата Европе и 7 финала Светске лиге у одбојци, финала Дејвис купа у тенису (2013), Вимблдона (2015), Европских игара у Бакуу и Минску, Медитеранских игара (2018), Формуле 1, Дакар релија (2010—2019) и многих других такмичења...

## Занимљивости
Предраг Милинковић је 10 година извештавао са Дакар релија у Јужној Америци где је пратио мотоциклисту из Суботице Габора Сагмајстера и Словенца Мирана Становника. Направио је бројне репортаже са ексклузивним интервјуима и снимцима из Аргентине, Перуа, Боливије, Чилеа и Парагваја.
Kоментарисао је утакмице мушке и женске одбојкашке репрезентације Србије са најважнијих такмичења и био сведок освајања бројних медаља.
Први је српски новинар који је изабран у Извршни одбор Асоцијација спортских новинара Европе ( Европе) и ту функцију обављао је у два мандата од 2010. до 2017. године. На Kонгресу у Сеулу 2017. године постао је генерални секретар те организације.
У Старој Пазови 2017. године организовао је Kонгрес Асоцијације спортских новинара југоисточне Европе (SEESJA) и фудбалски турнир на коме је учествовало 100 новинара из 9 држава.

## Награде и признања
- 1993. Годишња награда Ауто мото савеза Југославије за допринос развоју ауто-мото спорта,
- 2008. Златна медаља Светске одбојкашке федерације (FIVB) за допринос развоју одбојке,
- 2009-2012. Годишња признања Мото савеза Србије за допринос мото спорту,
- 2011. Новинар године у избору Удружења спортских новинара Србије,[5][6]
- 2017. Специјална награда на 22. Интернационалном фестивалу репортаже „Интерфер” за емисију „Србија на Дакар релију”.